# تقلید زندگی (فیلم ۱۹۳۴)
تقلید زندگی (انگلیسی: Imitation of Life) فیلمی در ژانر رمانتیک و درام به کارگردانی جان ام. استال است که در سال ۱۹۳۴ منتشر شد.

## خلاصه داستان
«بئا پولمن» و دخترش «جسی» از زمان مرگ همسرش دوران سختی را می‌گذرانند. «دلیله جانسون» می‌پذیرد در ازای اتاقی برای خود و دخترش «پئولا» به آنها کمک کند. «بئا» با برنامه‌ای سعی می‌کند دستورالعمل تهیه کیک «دلیله» را به فروش برساند…

## بازیگران
- کلودت کولبرت
- وارن ویلیام
- روشل هادسون
- ند اسپارکس
- فردی واشینگتن
- هنری آرمتا
- لوئیز بیورز
- پل پورکازی
- آلن هِیل
- مرلین نولدن

## جوایز
این فیلم کاندیدای ۳ اسکار (کاندیدای اسکار بهترین صدابرداری-کاندیدای اسکار دستیار کارگردان-کاندیدای اسکار بهترین فیلم) در سال ۱۹۳۵ شد.